# Campetella Racing
Il Campetella Racing era un team motociclistico privato nato nel 1991 e attivo sino al termine della stagione 2008.

## Storia
Dopo aver iniziato nelle competizioni locali marchigiane di motocross è passato a gareggiare nel Campionato Nazionale Sport Production, ottenendo i titoli nel 1995 con Ivan Clementi, nel 1997 con Diego Giugovaz e nel 1998 con Lorenzo Lanzi.
Passa quindi a gareggiare progressivamente nel Campionato Italiano Velocità, nel Campionato Europeo Velocità e, dal 2000, anche nel motomondiale della classe 250 con Ivan Clementi.
Nelle stagioni successive hanno corso sotto le insegne del Campetella Racing: Lorenzo Lanzi e Luca Boscoscuro nel motomondiale 2001, Randy de Puniet e Alex Debón nel 2002, Franco Battaini e Sylvain Guintoli nel 2003; nella stagione 2004 restano i due piloti dell'anno precedente affiancati anche da Joan Olivé.
Il 2005 ha visto come piloti Alex Baldolini e Tarō Sekiguchi, con il secondo che è rimasto in seno alla squadra anche l'anno seguente, affiancato in questo caso da Chaz Davies e Andrea Ballerini.

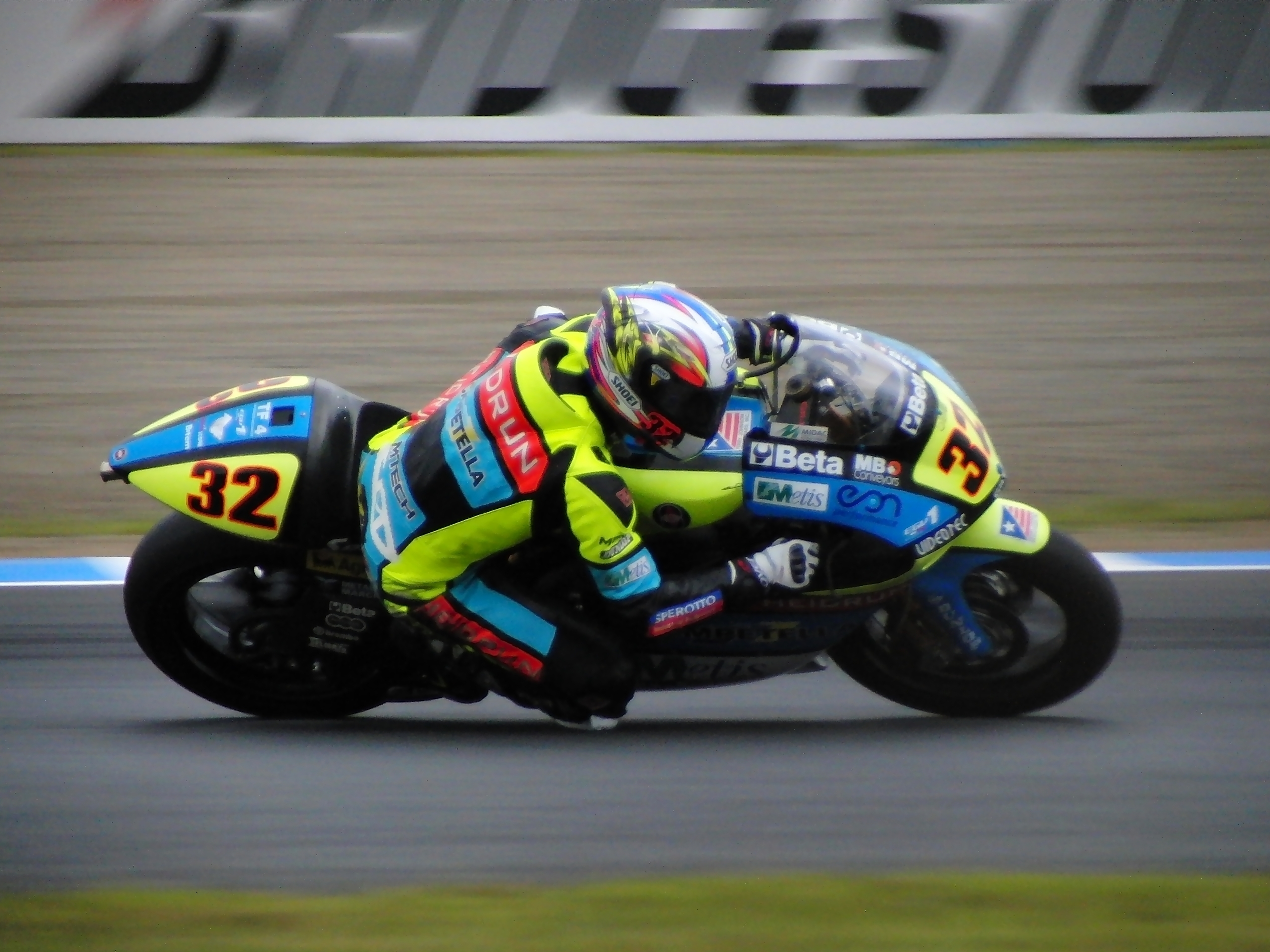
La livrea del Team nel 2008

Proprio nel 2006 il team ha presentato una squadra anche in classe 125 con i piloti Simone Grotzkyj Giorgi e Andrea Iannone (quest'ultimo sostituito dal GP disputato a Brno da Pol Espargaró).
La stagione 2007 vede la riconferma in seno al team di Sekiguchi (per il terzo anno consecutivo) e di Espargaró, affiancando al primo nelle 250 Fabrizio Lai.
Nel 2008 tra le sue file, oltre che il riconfermato Lai, ha schierato il pilota pluriridato Manuel Poggiali, con cui ha ottenuto il migliore risultato stagionale con un quinto posto al Gran Premio di Francia svoltosi sul Circuito di Le Mans.
Il team è stato costretto a sostituire, durante la stagione agonistica, il centauro sammarinese con Simone Grotzkyj Giorgi, a causa del suo ritiro dalle competizioni.
Dopo un anno di pausa, all'inizio del 2010 risultava una preiscrizione del team per gareggiare nella neonata Moto2, ma non ci sono state poi evoluzioni.